# Francisco Galeas
Francisco Galeas (Sevilla, c. 1567-1614), doctor en ambos derechos, monje cartujo, autor de una Vida del glorioso San José, poeta, iluminador de sus propios manuscritos y pintor, según Francisco Pacheco, quien pudo conocerlo y lo menciona en una relación de religiosos que practicaron la pintura.
Nacido en Sevilla, hermano del licenciado Alonso Sánchez Gordillo, abad mayor de la Universidad de Beneficiados, ingresó en la Cartuja de Santa María de las Cuevas el 6 de octubre de 1590, tras haber practicado con éxito la abogacía. De 1605 a 1608 fue prior de su cartuja; también convisitador de la provincia de Castilla, lo que le llevó a visitar las cartujas de Portugal, y prior de la cartuja de Cazalla de la Sierra, cargo al que renunció para retirarse a morir a su cartuja de Sevilla, donde según dice veladamente Ceán, sufrió serios disgustos por causa de «quienes debían estimarle». Cabe suponer que esas pesadumbres tengan que ver con el suicidio de uno de los monjes, fray Pedro Fernando, por desavenencias con su gobierno.
Aunque pintase solo por su gusto, al no tenerlo por profesión, Palomino recordaba un Tratado de Jeroglíficos, «enriquecido con gran erudición de todas buenas letras» y un hebdomadario con los dibujos de los santos y de las historias sagradas de cada festividad, realizados «con singularísimo primor, y delicadeza de pincel muy diestro». El primero es probablemente el mismo volumen de jeroglíficos que en el siglo XIX se encontraba en la biblioteca de José María de Álava, catedrático de derecho romano de la Universidad de Sevilla, que era la que «después de la colombina posee  mayor número de ediciones raras y monumentos curiosos de la literatura española», según Pascual Madoz, quien traía la noticia de la existencia en ella de dos obras de Galeas: un tomo, escrito con «hermosísima letra», en el que se recogían sus poesías sagradas, y unos: 

«Hieroglíficos del P. Francisco Galeas, cartujano de las Cuevas, que murió a principios del siglo XVII. Dice Ceán en su Diccionario de los profesores de bellas artes que Galeas fue doctor en ambos derechos, ejerció la abogacía con gran crédito y fue pintor de iluminación y en miniatura. Su grande erudición y literatura, la demuestra esta obra, escrita toda de su mano, y autorizada con su firma, a la cual acompañan multitud de empresas dibujadas e iluminadas por él mismo».

Por su parte Ceán Bermúdez, siguiendo a Antonio Ponz, señalaba la existencia de dos miniaturas en el relicario de su cartuja de Santa María de las Cuevas, en las que estaban representados Cristo muerto y la Resurrección, además de algunas iluminaciones en el libro llamado del Mandato, hechas «con limpieza en el color y corrección en el dibujo».